# Дайсянь
Дайся́нь (кит. упр. 代县, пиньинь Dài xiàn) — уезд городского округа Синьчжоу провинции Шаньси (КНР).

## История
При империи Цинь был создан уезд Гуанъу (广武县). Во времена диктатуры Ван Мана он был переименован в Синьхуань (信桓县), но при империи Восточная Хань ему было возвращено прежнее название. В эпоху Троецарствия он оказался в составе царства Вэй, и входил сначала в область Сычжоу (司州), а затем в область Сычжоу (肆州). При империи Северная Чжоу в 579 году органы управления областью Сычжоу перебрались в административный центр уезда Гуанъу.
При империи Суй в 585 году область Сычжоу была переименована в Дайчжоу (代州). В 598 году из-за практики табу на имена, чтобы избежать использования входившего в личное имя императора иероглифа «гуан», уезд Гуанъу был переименован в Ямэнь (雁门县). В 607 году область Дайчжоу была переименована в округ Ямэнь (雁门郡). При империи Тан в 618 году округ Ямэнь опять стал областью Дайчжоу. В 742 году область Дайчжоу опять стала округом Ямэнь, но в 758 году округ Ямэнь вновь стал областью Дайчжоу.
Во времена монгольского правления в 1263 году уезд Ямэнь был расформирован, и территория перешла под непосредственное управление областных структур. При империи Мин в 1369 году область была понижена в статусе до уезда — так появился уезд Дайсянь. В 1376 году уезд Дайсянь вновь стал областью Дайчжоу.
После Синьхайской революции в Китае была проведена реформа структуры административного деления, в ходе которой области были упразднены, и в 1913 году область Дайчжоу была расформирована, а на землях, напрямую подчинявшихся правительству области, был вновь создан уезд Дайсянь.
В 1949 году был образован Специальный район Синьсянь (忻县专区), и уезд вошёл в его состав. В 1958 году Специальный район Синьсянь и Специальный район Ябэй (雁北专区) были объединены в Специальный район Цзиньбэй (晋北专区), при этом уезд Дайсянь был присоединён к уезду Фаньши. В 1961 году Специальный район Цзиньбэй был вновь разделён на Специальный район Ябэй и Специальный район Синьсянь, при этом уезд Дайсянь был выделен вновь, войдя в состав Специального района Синьсянь.
В 1967 году Специальный район Синьсянь был переименован в Округ Синьсянь (忻县地区). В 1983 году Округ Синьсянь был переименован в Округ Синьчжоу (忻州地区).
В 2000 году постановлением Госсовета КНР были расформированы округ Синьчжоу и городской уезд Синьчжоу, и создан городской округ Синьчжоу.

## Административное деление
Уезд делится на 6 посёлков и 5 волостей.